# Алексєєв Іван Іванович
Іван Іванович Алексєєв (нар. 1895, село Славітіно Староруського повіту Новгородської губернії, тепер Новгородської області, Російська Федерація — розстріляний 25 лютого 1939, Москва) — радянський партійний діяч, 1-й секретар Новосибірського обкому ВКП(б). Член Центральної Ревізійної Комісії ВКП(б) у 1934—1938 роках. Депутат Верховної Ради СРСР 1-го скликання.

## Біографія
Народився у липні 1895 року в родині робітника-сталевара. Закінчив початкову міську школу і 3-х річну школу збройних майстрів. У 1908—1916 роках — учень слюсаря, слюсар Путилівського заводу Санкт-Петербурга (Петрограда). У лютому 1916 року заарештований за участь у страйку на заводі і направлений рядовим дисциплінарного батальйону російської армії. У 1916—1917 роках — слухач курсів збройних майстрів Західного фронту, зброяр 700-го Єлатомського полку.
З квітня 1917 року знову працював на Путилівському заводі, був головою цехового комітету.
Член РСДРП(б) з травня 1917 року.
У 1917—1918 роках — у Червоній гвардії міста Петрограда. У червні — грудні 1918 року — помічник коменданта, начальник господарської команди Петергофського районного військового комісаріату Петрограду. У грудні 1918 — травні 1919 року — член Трійки із навчання комуністів Петергофського районного комітету РКП(б) Петрограду.
Учасник Громадянської війни в Росії. У травні 1919 — вересні 1926 року — в Червоній армії: військовий комісар артилерійського складу ППО у Петрограді, начальник і військовий комісар артилерійських складів у містах Торопець Псковської губернії і Боровичі Новгородської губернії, кронвекер Петропавлівської фортеці у Ленінграді.
У вересні 1926 — вересні 1928 року — директор Ленінградського заводу «Электрик». У вересні 1928 — квітні 1931 року — відповідальний секретар комітету ВКП(б) Ленінградського заводу «Красный путиловец».
У березні — грудні 1931 року — голова Ленінградського обласного комітету Спілки робітників машинобудування.
У грудні 1931 — червні 1937 року — 1-й секретар Нарвського (з 1934 року — Кіровського) районного комітету ВКП(б) міста Ленінграда. 15 червня 1937 року рішенням Політбюро ЦК ВКП(б) направлений у Свердловську область.
20 липня — 16 жовтня 1937 р. — виконувач обов'язків голови виконавчого комітету Свердловської обласної ради.
26 жовтня — 10 листопада 1937 р. — виконувач обов'язків 2-го секретаря Новосибірського обласного комітету ВКП(б).
10 листопада 1937 — 9 липня 1938 р. — виконувач обов'язків 1-го секретаря Новосибірського обласного комітету ВКП(б). 9 липня — 3 листопада 1938 р. — 1-й секретар Новосибірського обласного комітету ВКП(б).
12 листопада 1938 року заарештований органами НКВС. 25 лютого 1939 року засуджений до розстрілу і в той же день розстріляний. Похований на Донському цвинтарі Москви. Посмертно реабілітований 11 квітня 1956 року.

## Нагороди
- орден Леніна (7.06.1931)